# Erycibe terminaliflora
Erycibe terminaliflora är en vindeväxtart som beskrevs av Adolph Daniel Edward Elmer. Erycibe terminaliflora ingår i släktet Erycibe och familjen vindeväxter. Inga underarter finns listade i Catalogue of Life.